# وزارة العدل (المملكة المتحدة)
وزارة العدل (بالإنجليزية: Ministry of Justice)‏ هي وزارة في الحكومة البريطانية يرأسها وزير الدولة للعدل والسيد المستشار (منصب مشترك). الوزارة مسؤولة عن مجالات السياسة الدستورية التي لم يتم نقلها في عام 2010 إلى نائب رئيس الوزراء وقانون حقوق الإنسان وقانون حقوق المعلومات في جميع أنحاء المملكة المتحدة.
تم تشكيل الوزارة في مايو 2007 عندما تم دمج بعض وظائف وزير الداخلية مع وزارة الشؤون الدستورية. حل هذا الأخير محل إدارة السيد المستشار في عام 2003.

## الوزراء
الوزراء في وزارة العدل هم على النحو التالي:
| وزير                 | مرتبة                                                              | محفظة |
| -------------------- | ------------------------------------------------------------------ | --- |
| روبرت باكلاند النائب | وزير الخارجية                                                      | المسؤولية العامة للإدارة ؛ الإشراف على جميع الحقائب الوزارية واستراتيجية وزارة العدل ؛ الإشراف على العلاقات المستقبلية مع الاتحاد الأوروبي والأعمال التجارية الدولية ؛ توفير موارد القسم ؛ وظائف السيد المستشار ؛ السياسة القضائية بما في ذلك الرواتب والمعاشات والتنوع ؛ خدمات للشركات. التواصل مع مكتب النائب العام |
| اللورد ستيوارت       | محام عام لاسكتلندا                                                 | الأعمال الإدارية في اللوردات ، مكتب المحامي العام في اسكتلندا ، وتقديم المشورة لوزير الخارجية بشأن العدالة المدنية (بما في ذلك معدل الخصم والجلد) ، والخدمات القانونية ، وبريطانيا العالمية ، والعلاقة مع المهنة القانونية ، وتنظيم إدارة المطالبات وتوابع التاج . |
| لوسي فريزر           | وزير الدولة لشؤون السجون والمراقبة                                 | يقود وزير الدولة لشؤون السجون والمراقبة ما يلي: عمليات السجون والسياسة والإصلاح والعلاقات الصناعية. خدمات المراقبة والسياسات والإصلاح والعلاقات الصناعية ؛ الحماية العامة (بما في ذلك مجلس الإفراج المشروط ، IPPs والجرائم الخطيرة الأخرى) ؛ صحة الجاني المجرمات ؛ المتحولين جنسيا المجرمين ؛ المجرمين المخضرمين مرتكبو الجرائم من الرعايا الأجانب (عمل مشترك مع كريس فيلب النائب) ؛ إعادة تأهيل الجاني وإطلاق سراحه ؛ الحد من إعادة الإجرام (العمل المشترك مع Kit Malthouse MP) ؛ تطرف ROTL و HDC ؛ المراقبة الإلكترونية (عمل مشترك مع Kit Malthouse MP) ؛ عدالة الشباب. |
| كيت مالتوس إم بي     | وزير الدولة للجريمة والشرطة                                        | شاملة لعدة قطاعات نظام العدالة الجنائية. خاصه: - مراجعة الاغتصاب - عبر نظام العدالة الجنائية - العدالة السريعة مع التركيز على جرائم السكين ؛ الحد من إعادة الإجرام (العمل المشترك مع لوسي فريزر كيو سي MP): دعم مجلس العدالة الجنائية وفريق عمل رئيس الوزراء لمكافحة الجريمة المراقبة الإلكترونية (عمل مشترك مع Lucy Frazer QC MP) ؛ المخدرات والكحول؛ عروض مراجعة الإنفاق المشترك. |
| اليكس تشالك النائب   | وكيل وزارة العدل البرلماني                                         | قانون الأسرة والعدالة ؛ العنف المنزلي والعنف (بما في ذلك المحاكم المتكاملة) ؛ مساعدة قانونية؛ الدعم القانوني؛ الضحايا والشهود ؛ القدرة العقلية ومكتب الوصي العام ؛ التفاوت العرقي في نظام العدالة ؛ القوافل والدفن والتحقيقات والاستفسارات ؛ أخطاء العدالة ؛ قانون جنائي؛ حقوق الانسان؛ لوفير. الإدارات المفوضة والتفويض ؛ هيئة الرقابة المستقلة ؛ وزير الظل العمومي لحقيبة اللورد كين ؛ دعم وزير الخارجية بشأن العلاقات المستقبلية مع الاتحاد الأوروبي والأعمال التجارية الدولية ؛ وزير برلماني. (التدقيق في النظام الدولي للوحدات)                                      |
| كريس فيلب النائب     | وكيل وزيرة الخارجية البرلماني لشؤون الامتثال لشؤون الهجرة والمحاكم | المخالفون من الرعايا الأجانب وإزالة الحواجز أمام الإزالة ؛ الإصلاح القانوني لنظام الهجرة ؛ عروض مراجعة الإنفاق المشترك (العمل مع Kit Malthouse) ؛ إصلاح الأحكام المتعلقة بجرائم الهجرة ؛ المسار السريع المحتجز الحكم خدمات المحاكم والهيئات القضائية والإصلاح ؛ رسوم المحاكم والمحكمة ؛ العدالة الإدارية: دعم وزير الخارجية في حقيبة مالية الإدارات. |